# Donjon de Vire
Le donjon de Vire est le dernier vestige d'un château des ducs de Normandie, des XIe – XIIe siècles, aujourd'hui ruiné, qui se dresse sur le territoire de la commune française de Vire, dans le département du Calvados, en région Normandie.
Les ruines du donjon sont classées au titre des monuments historiques.

## Localisation
Le donjon, propriété de la commune, est situé au-dessus d'un méandre encaissé de la  rivière, sur un rocher de granit et de gneiss au bout d'un éperon triangulaire de granite et de gneiss, à 200 mètres au sud de l'église Notre-Dame de Vire, dans le département français du Calvados. À l'époque ducale, Vire est le siège d'une vicomté.

## Historique

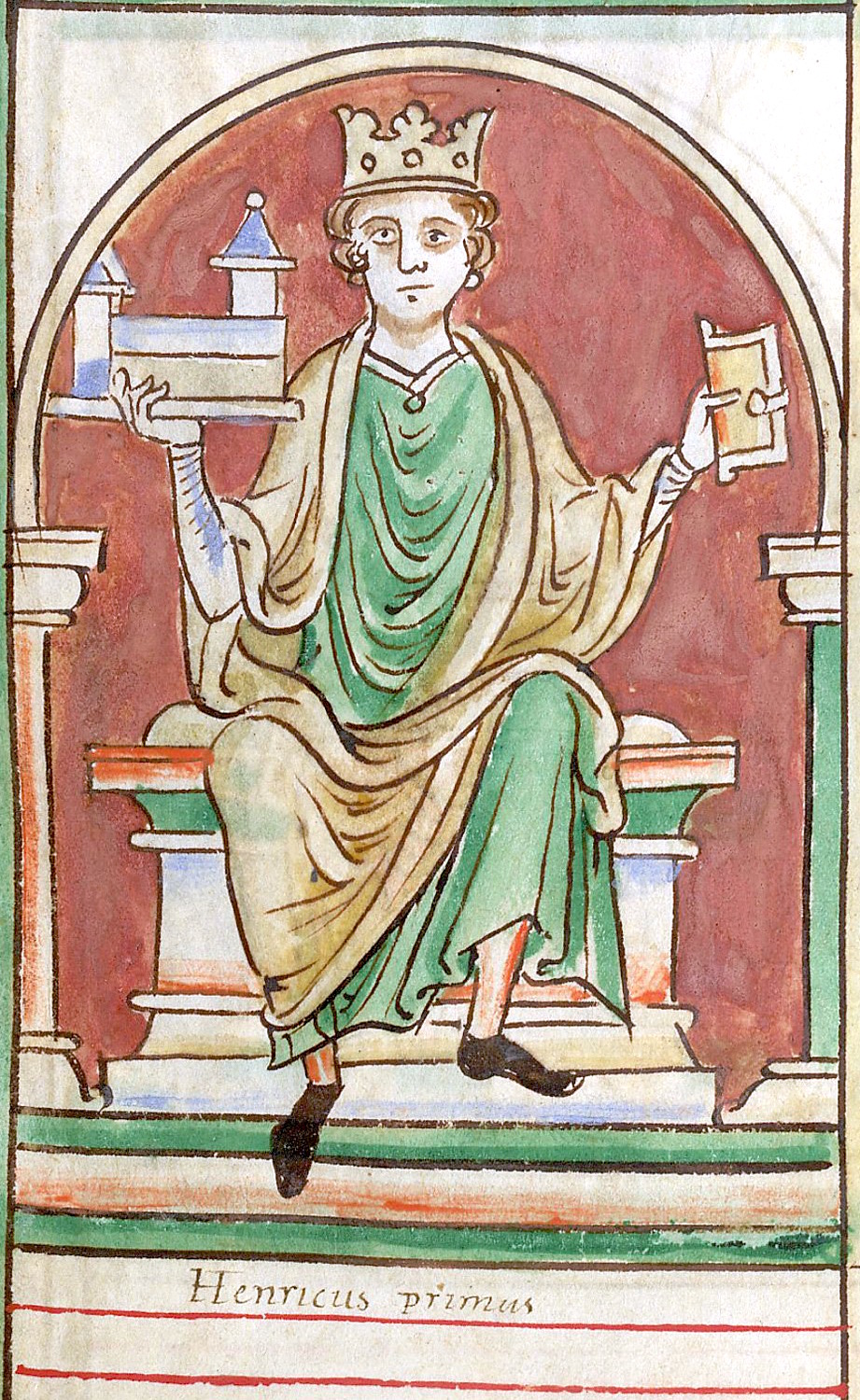
, roi d'Angleterre et duc de Normandie. Extrait d'une miniature de l’Historia Anglorum de Matthieu Paris, vers 1250-1255. Il tient dans sa main droite l'abbaye de Reading, où il est inhumé.

Le château a été construit ou reconstruit dans les années 1120 par le duc de Normandie et roi d'Angleterre Henri Ier Beauclerc, afin de protéger le sud de la principauté des envahisseurs venus d'Anjou, du Maine et de Bretagne. La garde du château est confiée à la famille Goz, vicomtes d'Avranches, et ensuite à leurs cousins et héritiers, les Bricquessart. En 1150, le gouverneur est Ranulphe II de Bricquessart, vicomte d'Avranches et du Bessin, comte de Chester. À la fin de 1203, Jean sans Terre, qui avait fait de Vire l'une de ses résidences préférées, quittera la ville pour aller s'embarquer à Barfleur et ne jamais revenir en Normandie. Le roi de France, Philippe Auguste occupera dès lors la forteresse.
En 1368, une Grande Compagnie de routiers s'empare du château et pendant plusieurs mois rançonne le bocage.
Le château resté français pendant la première partie de la guerre de Cent Ans, se rend, le 21 février 1418, au duc de Gloucester, Humphrey de Lancastre, frère du roi d'Angleterre Henri V, après quelques jours seulement de siège. Il restera anglais, malgré les chevauchées de Louis d'Estouteville, et son capitaine, Henry de Norbery, ne le rendra que le 26 août 1449, après une brève résistance, aux troupes de Charles VII. À la fin des hostilités entre la France et l'Angleterre, la garnison du château est de 240 Anglais.
En mai 1562, Gabriel de Montgommery, s'empare de la ville, pille l'église Notre-Dame et le couvent des Cordeliers, et après deux mois de siège, le 6 septembre s'empare du château. Dès le 6 septembre, le duc d'Étampes, Jean IV de Brosse, et le maréchal de Matignon, Jacques II Goyon de Matignon, le reprennent. Montgommery parviendra à reprendre Vire, après avoir été délogé de Rouen, le 12 février 1563 qu'il finira par remettre au roi, cinq semaines plus tard, à la paix d'Amboise. Le 1er septembre 1568, Montgommery, fait un nouveau coup de main ; les églises sont pillées, le couvent des Cordeliers incendié et cinq religieux tués. À la fin du XVIe siècle, le château sera une dernière fois renforcé : Louis de Bordeaux, le gouverneur d'Henri IV, érige une deuxième enceinte crénelé sur le font est, au-dessus de la retenue d'eau des Moulins du Roi.
Le château sera démantelé à partir du 20 avril 1630 à la suite de la déclaration de Nantes, du 31 juillet 1626, par laquelle Louis XIII, sur le conseil de Richelieu, publie l'ordonnance « pour le rasement et démolition de toutes sortes de fortifications des villes et châteaux qui ne sont aux frontières et importants au royaume ». La démolition commencée en 1630 prendra trente ans, ne laissant que deux pans de mur du donjon. En 1802, les restes du château subiront un éboulement, aggravant son état de ruine.
Au XIXe siècle, l'esplanade de 98 × 160 m a été aménagée en promenade.

## Description
Le relief naturel isolait la place sur trois de ses côtés, rendus inaccessibles par les escarpements qui la bordent. Le flanc nord, le plus exposé, était défendu par deux enceintes successives. C'est du côté de la ville, au nord, là où le promontoire rejoint le plateau que se dressait une puissante muraille, précédée d'un profond fossé coupant le promontoire du reste du plateau, flanquée de quatre tours, dont deux encadraient la première porte et son pont-levis. L'espace ainsi délimité accueillait une première cour intérieure qui abritait quelques logements pour la garnison. Cette enceinte venait buter sur une seconde précédée par un fossé creusé dans le roc vif. C'est au fond de cette seconde cour que se dressait le donjon, et dans laquelle se situait la petite chapelle Saint-Blaise situé entre les deux tours de l'ouest. La tour est abritait un puits qui ne tarissait jamais. De ce côté est, situé en contrebas se dressait une muraille crénelée qui enclot le « château de bas ». Construite en 1590, elle venait compléter les fortifications et assurer une protection complémentaire, là ou se trouve un petit terre-plein entre le méandre de la rivière et le promontoire. Cette enceinte, séparée par un fossé et une chaussée de la longue retenue d'eau qui précède les moulins, comprenait au nord une tour basse et massive, et s'ouvrait à son extrémité sud par une porte dite « porte aux ânes », ou de l'écluse ou de la chapelle aux payens, qui menait aux moulins du roi. C'est dans ce château de bas que se dressait la chapelle Saint-Maur ou aux Payens, bâtie par N. Payen en 1348. La forteresse a dû précéder l'implantation de la ville, et la sécurité qu'elle offrait attira l'habitat. La cité ne sera ceinte de ses propres fortifications qu'au XIIIe siècle.

### Le donjon
En 1204, la forteresse comprenait alors le gros donjon roman quadrangulaire, dressé par le duc-roi Henri Ier d'Angleterre, de 14 × 13,40 mètres à l'extérieur et de 9,60 × 9,20 mètres à l'intérieur, renforcé dans les angles de deux contreforts plats larges et peu saillants de 0,30 mètre. Le mur nord, détruit, était le plus épais avec 2,30 mètres, celui du sud mesure 2,10 mètres d'épaisseur. Un mur de refend orienté nord-sud divisait l'intérieur en deux parties.
On accédait au donjon haut de trois étages sur un rez-de-chaussée aveugle au niveau du premier étage. Les étages étaient séparés par des planchers de bois reposant sur des poutres entrant dans les murs est et ouest et par une corniches courant le long des murs nord et sud.
Le rez-de-chaussée servait de cellier et les deux premiers étages de logement seigneurial. Au premier étage subsiste l'emplacement d'une cheminée et une fenêtre remaniée à l'époque gothique. Le deuxième étage présente deux fenêtres s'ouvrant à l'ouest. Le troisième étage, qui comprend des ouvertures plus étroites, devait probablement accueillir, sous la plate-forme du donjon, la salle des gardes, qui défendaient le couronnement et le chemin de ronde. Au XIVe siècle, le parapet crénelé primitif fut remplacé par les mâchicoulis, et on édifia en léger retrait, un pavillon central. Le donjon éventré permet de voir les cheminées et les baies cintrées des étages nobles ainsi que les corniches sur lesquelles prenaient appui les planchers, et les corbeaux du chemin de ronde que l'on peut voir au sommet des murs ouest et est, les seuls subsistants.
Au XIVe siècle, au début de la guerre de Cent Ans, le roi de France, renforce la place, isolant le donjon sur ses flancs est et ouest par une courtine renforcée par quatre grosses tours rondes, et l'élévation face à la ville de deux murailles successives précédées de fossés s'ouvrant par deux portes fortifiées avec pont-levis et herses. Les deux cours fortifiées abritaient les logements de la garnison (cour extérieure) et le logis du gouverneur, la chapelle et le puits (cour intérieure). Le donjon est alors couronné par des mâchicoulis en remplacement du crénelage primitif.
Il ne subsiste aujourd'hui de cet ensemble qu'un côté et demi du donjon : une moitié de la face sud avec les latrines ; toute la hauteur de la face ouest avec les cheminées et les contreforts des tourelles d'angles. Les murs sont coulés en bain de chaux dans un revêtement de granit et de micaschiste.

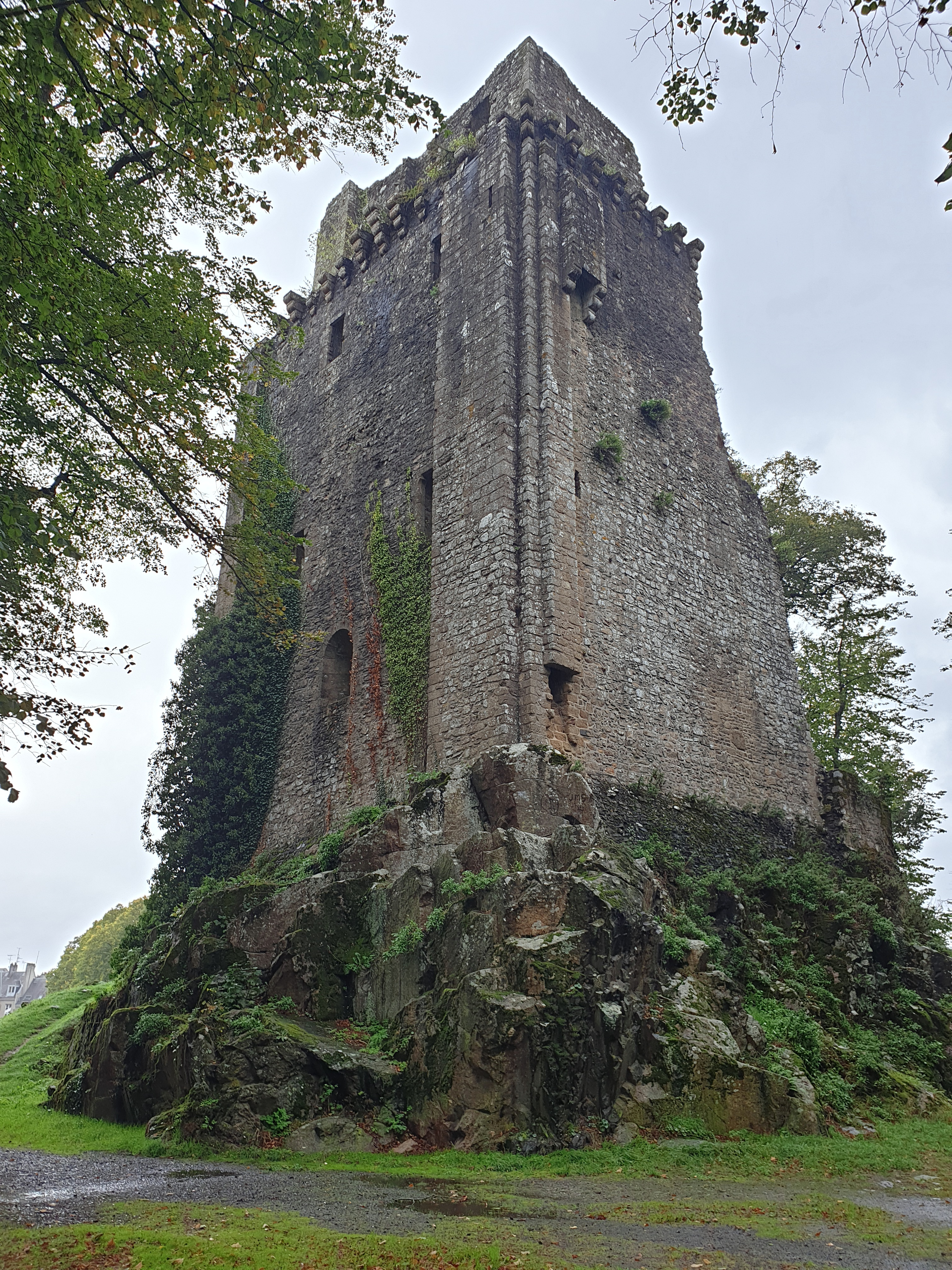
Façades ouest et sud sur base rocheuse granitique
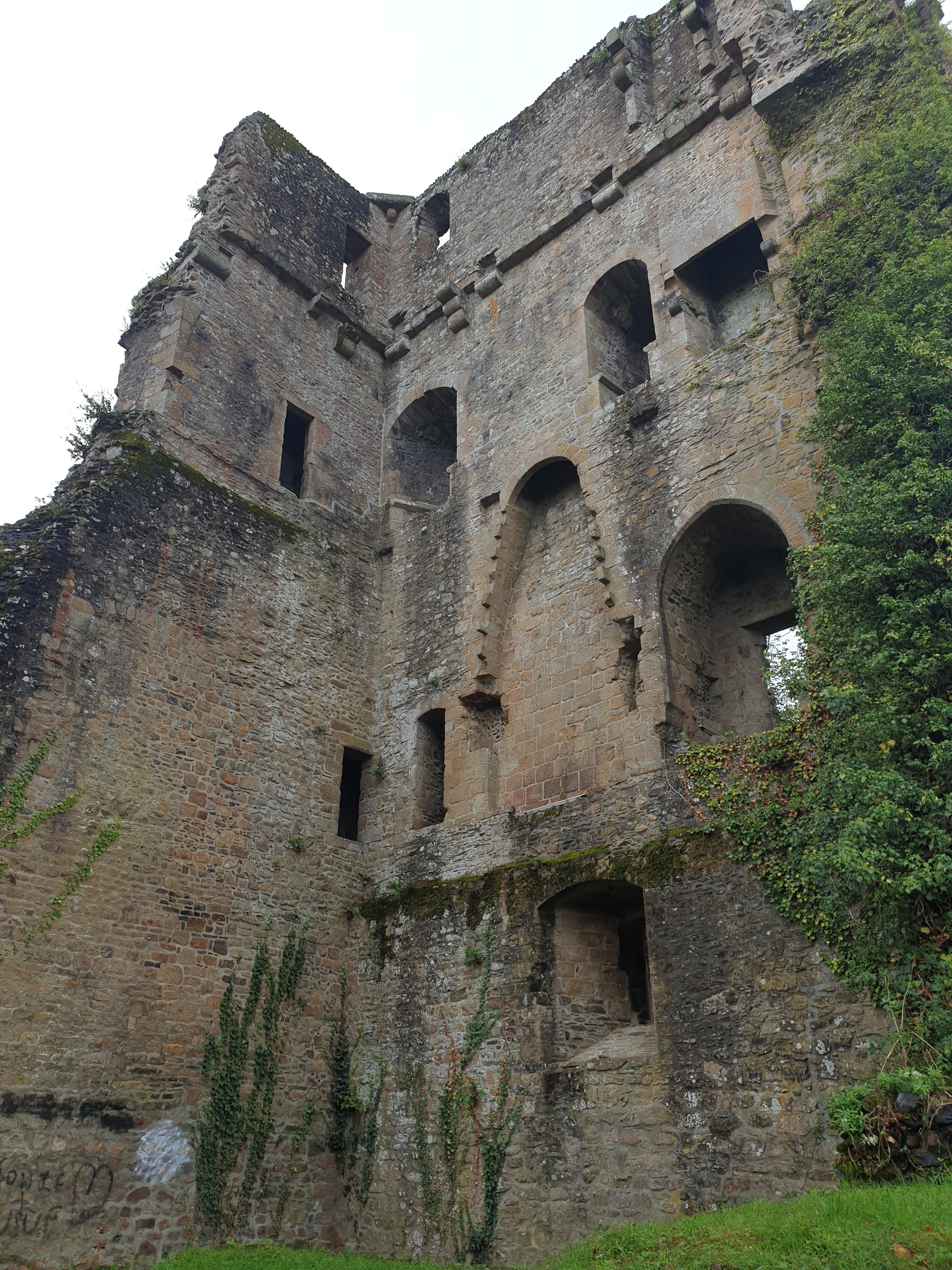
Façade ouest avec cheminée d'apparat
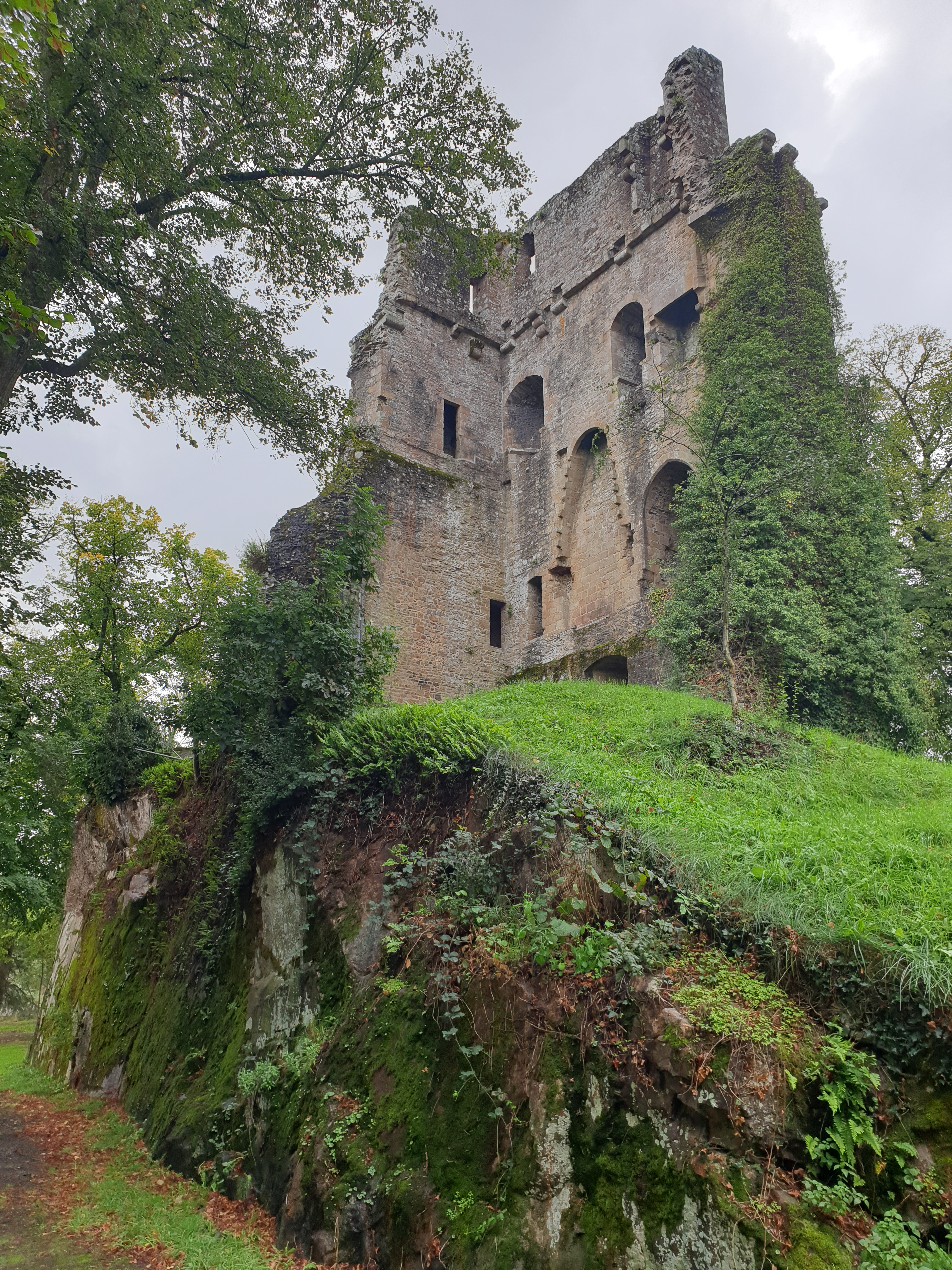
Façade ouest et base rocheuse
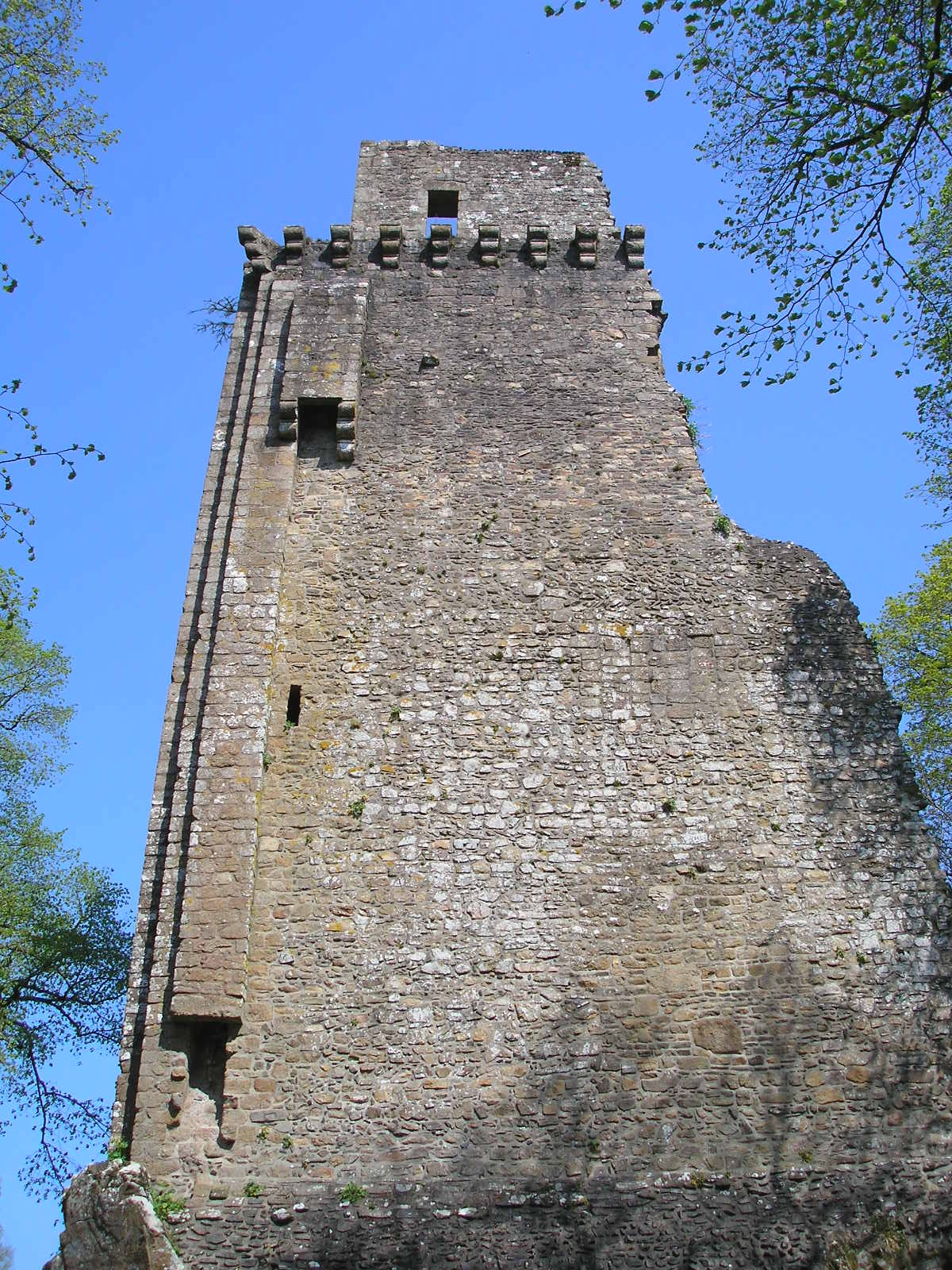
Façade sud avec descentes des latrines

## Protection
Les ruines du donjon sont classées au titre des monuments historiques par arrêté du 10 février 1913.